# 마달천
마달천(馬達千, 1929년 4월 1일 ~ 2016년 6월 8일)은 대한민국의 군인 출신 정치인이다. 제9대 국회의원을 지냈다. 호(號)는 만곡(晩谷)이다.

## 학력
- 대구농업마이스터고등학교
- 1951년 대한민국 육군보병학교 졸업
- 1952년 대한민국 육군기갑학교 졸업
- 1953년 대한민국 육군포병학교 졸업
- 1954년 대한민국 육군정훈학교 졸업
- 1955년 대한민국 육군고급부관학교 졸업
- 1962년 대구대학교 법학과 법학사
- 1964년 건국대학교 대학원 정치학과 정치학 석사

## 약력
- 육군 갑종사관 1기 임관
- 대한민국 육군본부 감찰관
- 1956년 대한민국 육군 포병 대위 예편
- 순심고등학교 교사
- 경북체육회 이사
- 민주공화당 경상북도지부 사무국장
- 1977년 ~ 1979년 : 제9대 국회의원 (유신정우회)

## 역대 선거 결과
| 실시년도 | 선거 | 대수 | 직책     | 선거구           | 정당       | 득표수 | 득표율      | 순위 | 당락 | 비고       |
| -------- | ---- | ---- | -------- | ---------------- | ---------- | ------ | ----------- | ---- | ---- | ---------- |
| 1973년   | 총선 | 9대  | 국회의원 | 통일주체국민회의 | 유신정우회 |        | \| \| 0% \| | 지명 |      | 초선, 승계 |
|          | 0%   |      |          |                  |            |        |             |      |      |            |

## 가족 관계
- 배우자 ( ~ 2010년 12월 11일)
  - 아들 : 마국준, 마준성
  - 딸 : 마현주, 마은주